# Padiernos
Padiernos ist ein Ort und eine zentralspanische Gemeinde (municipio) mit 275 Einwohnern (Stand: 2024) in der Provinz Ávila in der Autonomen Region Kastilien-León. Neben dem Hauptort Padiernos gehören die Ortschaften Aldealabad und Muñochas zur Gemeinde. 

## Lage
Padiernos befindet sich in den nördlichen Ausläufern der Sierra de Gredos gut 13 Kilometer ostnordöstlich von Ávila in einer Höhe von 1225 m. Das Klima im Winter ist kühl, im Sommer dagegen trotz der Höhenlage durchaus warm; der Regen (ca. 575 mm/Jahr) fällt – mit Ausnahme der nahezu regenlosen Sommermonate – verteilt übers ganze Jahr.

## Bevölkerungsentwicklung
| Jahr      | 1970 | 1981 | 1991 | 2001 | 2011 | 2021 |
| Einwohner | 403  | 346  | 276  | 241  | 272  | 272  |

## Sehenswürdigkeiten

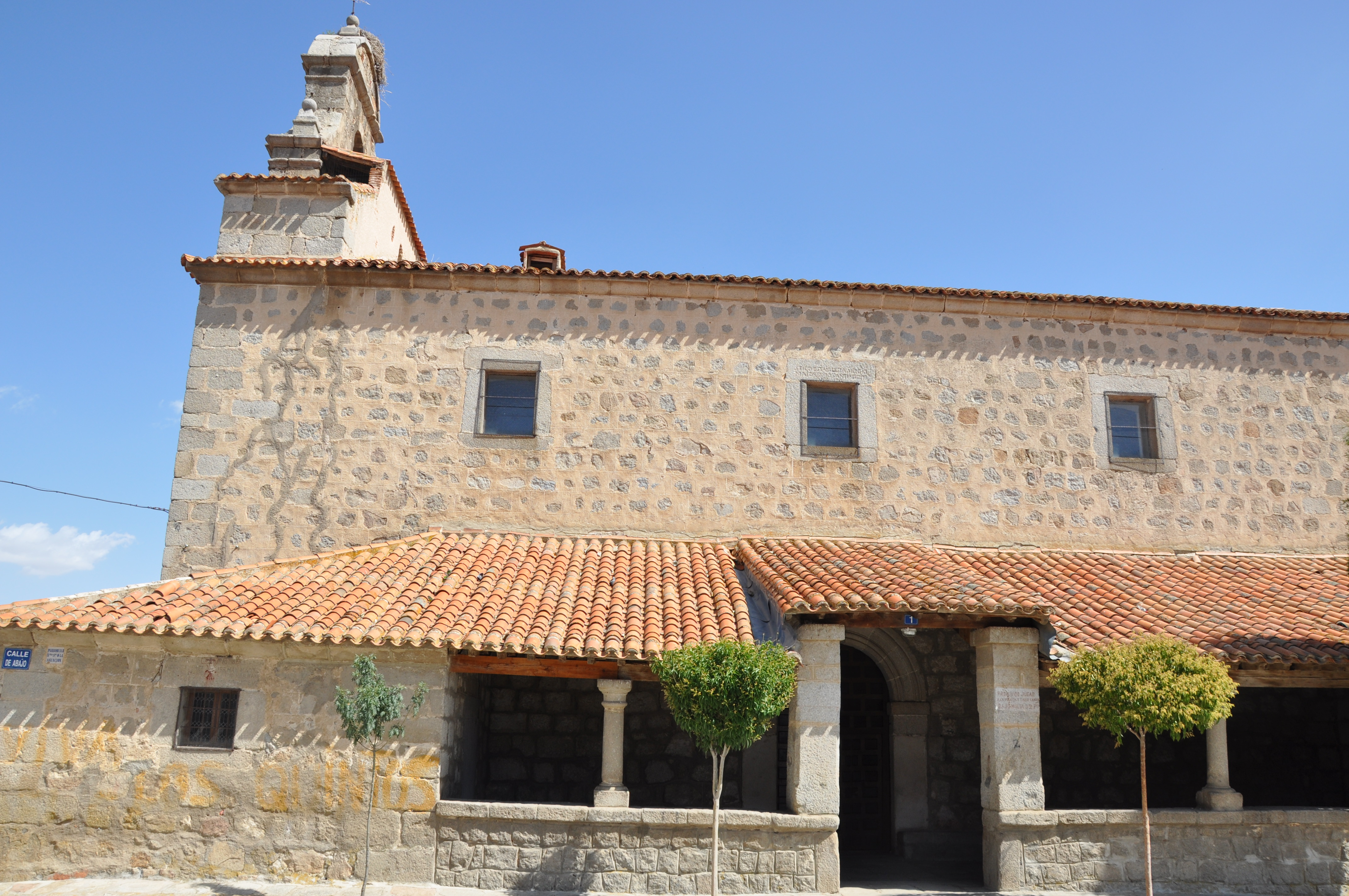
Kirche Mariä Himmelfahrt
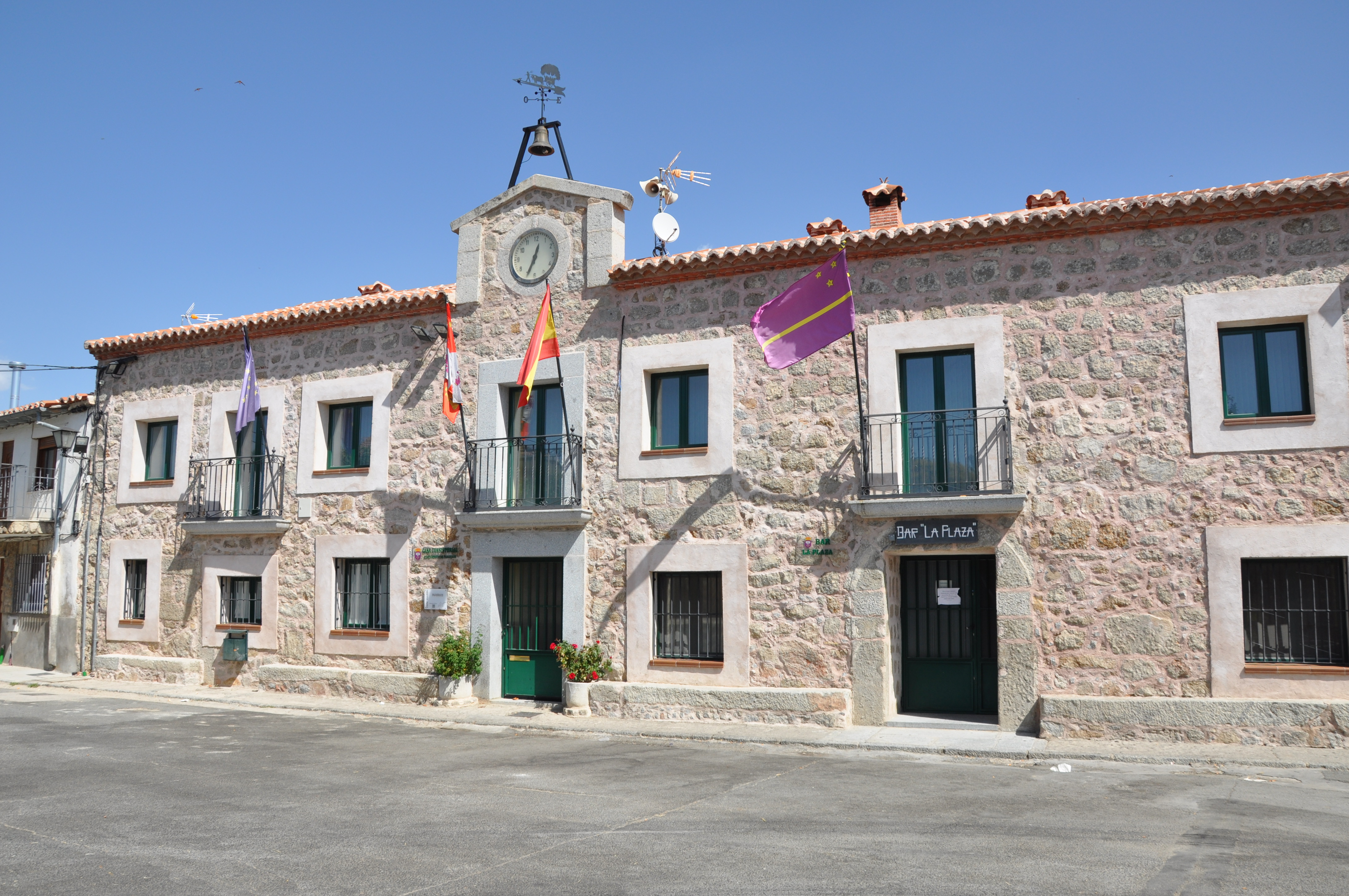
Rathaus

- Kirche Mariä Himmelfahrt
- Rathaus